# Lenart

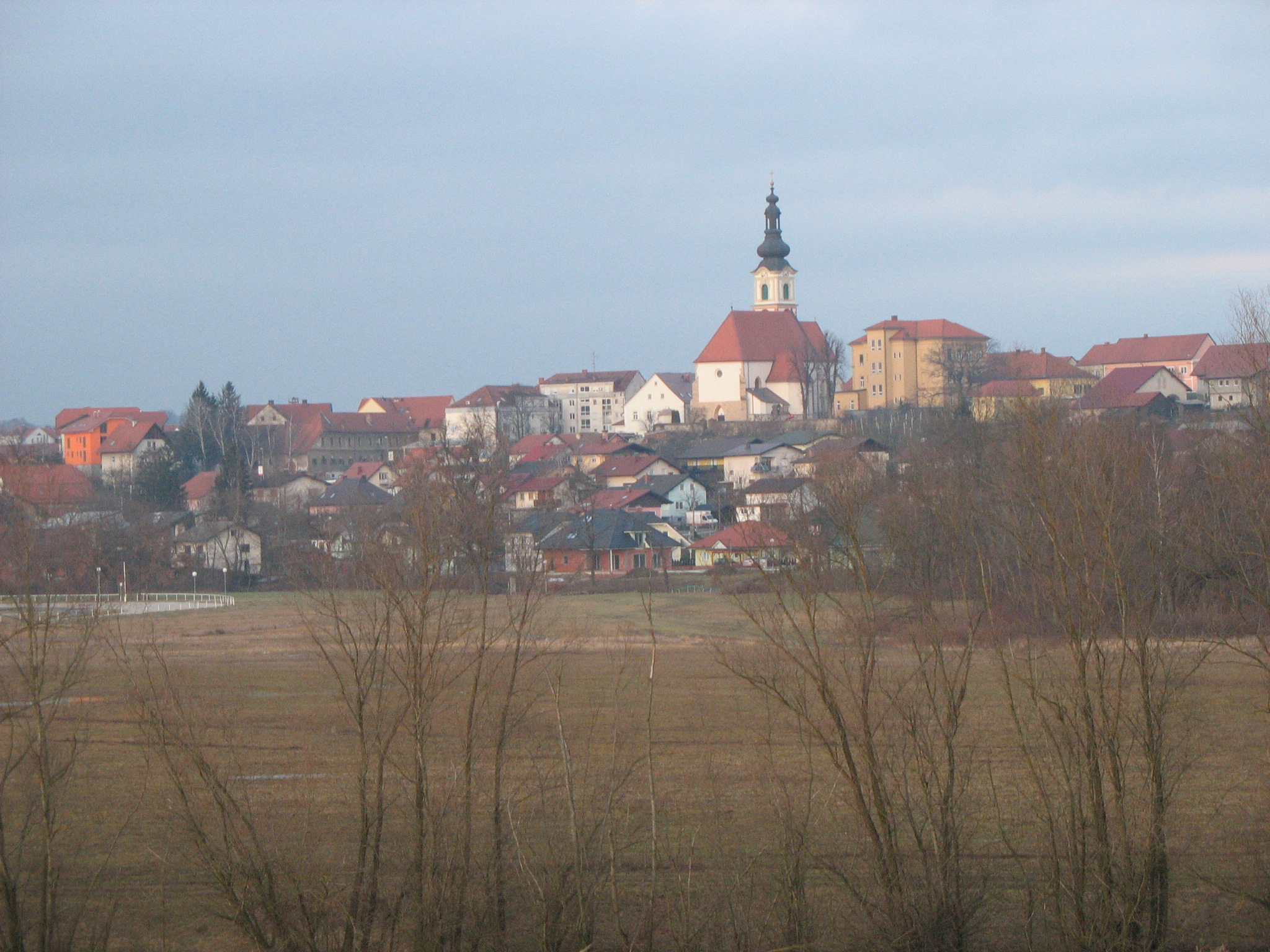
Blick auf die Kleinstadt Lenart v Slovenskih goricah.

Lenart v Slovenskih goricah (deutsch: Sankt Leonhard in Windischbüheln) ist der Name einer Kleinstadt im Nordosten Sloweniens. Sie liegt in der historischen Landschaft Spodnja Štajerska (Untersteiermark), Region Podravska, und ist Verwaltungssitz der 22 Ortschaften umfassenden Gemeinde Lenart.

## Lage
Lenart liegt mitten in den Slovenske gorice (Windische Bühel) und wird von West nach Ost von der Pesnica (Pößnitz), einem Nebenfluss der Drau durchflossen. Der Hauptort Lenart v Slovenskih goricah befindet sich auf etwa 260 m. ü. A. im Tal des genannten Flusses.
Die nächste größere Stadt ist Maribor ca. 14 km westlich des Hauptortes, mit dem es über die Autobahn A5 verbunden ist.